# Егзон Бейтулай
Егзон Бейтулай (мак. Егзон Бејтулаи, нар. 7 січня 1994, Тетово) — македонський футболіст, захисник клубу «Шкендія», а також національної збірної Північної Македонії.
Виступав, зокрема, за клуби «Тетекс» і «Гельсінгборг».
Дворазовий чемпіон Македонії.

## Клубна кар'єра
Народився 7 січня 1994 року в місті Тетово. Вихованець футбольної школи клубу «Тетекс». Дорослу футбольну кар'єру розпочав 2011 року в основній команді того ж клубу, в якій провів два сезони, взявши участь у 41 матчі чемпіонату.  Більшість часу, проведеного у складі «Тетекса», був основним гравцем захисту команди.
До складу клубу «Шкендія» приєднався 2013 року. Всього відіграв за клуб з Тетова 165 матчів в національному чемпіонаті.
2020 приєднався до складу шведського «Гельсінгборга», та не зігравши за клуб жодного матчу повернувся в «Шкендію».

## Виступи за збірні
2012 року дебютував у складі юнацької збірної Македонії (U-19), загалом на юнацькому рівні взяв участь у 7 іграх.
Протягом 2014–2017 років залучався до складу молодіжної збірної Македонії. На молодіжному рівні зіграв у 8 офіційних матчах.
2018 року дебютував в офіційних матчах у складі національної збірної Македонії.
| Дата       | Місто     | Господарі          | Результат | Гості              | Турнір                               | Голи | Примітки      |
| ---------- | --------- | ------------------ | --------- | ------------------ | ------------------------------------ | ---- | ------------- |
| 6-9-2018   | Гібралтар | Гібралтар          | 0 – 2     | Македонія          | Ліга націй УЄФА 2018-2019 - 1-й етап | -    | 85'           |
| 9-9-2018   | Скоп'є    | Македонія          | 2 – 0     | Вірменія           | Ліга націй УЄФА 2018-2019 - 1-й етап | -    |               |
| 13-10-2018 | Скоп'є    | Македонія          | 4 – 1     | Ліхтенштейн        | Ліга націй УЄФА 2018-2019 - 1-й етап | -    | 77'           |
| 16-11-2018 | Вадуц     | Ліхтенштейн        | 0 – 2     | Македонія          | Ліга націй УЄФА 2018-2019 - 1-й етап | -    |               |
| 19-11-2018 | Скоп'є    | Македонія          | 4 – 0     | Гібралтар          | Ліга націй УЄФА 2018-2019 - 1-й етап | -    |               |
| 24-3-2019  | Любляна   | Словенія           | 1 – 1     | Північна Македонія | Відбір до ЧЄ 2020                    | -    | 14'           |
| 7-6-2019   | Скоп'є    | Північна Македонія | 0 – 1     | Польща             | Відбір до ЧЄ 2020                    | -    |               |
| 10-6-2019  | Скоп'є    | Північна Македонія | 1 – 4     | Австрія            | Відбір до ЧЄ 2020                    | -    | 67' 87' (aut) |
| Усього     |           | Матчів             | 8         |                    | Голів                                | 0    |               |

## Титули і досягнення
- Чемпіон Македонії (3):

«Шкендія»: 2017-2018, 2018-2019, 2020-2021
- Володар Чемпіон Македонії (3):

«Тетекс»: 2012-2013
«Шкендія»: 2015-2016, 2017-2018
- Чемпіон Косова (1):

«Дріта»: 2024-2025